# Douglas C-54 Skymaster
Douglas C-54 Skymaster – czterosilnikowy samolot transportowy używany przez siły zbrojne Stanów Zjednoczonych i innych krajów od 1942 do 1974. Oprócz transportu ładunków, był on także używany do przewożenia członków rządu Wielkiej Brytanii i personelu wojskowego. Był jednym z pierwszych samolotów, który otrzymał nazwę Air Force One i służył do przewozu Prezydentów Stanów Zjednoczonych. Liczne wersje C-54 były wykorzystywane do różnorodnych ról, takich jak np. ratownictwa morskiego, badań naukowych i wojskowych, śledzenia rakiet i innych. Podczas blokady Berlina (1948-1949) samoloty C-54 przewoziły węgiel i zapasy żywności do Berlina Zachodniego.

## Historia
Podobnie jak C-47, także C-54 Skymaster powstał w wyniku modyfikacji samolotu pasażerskiego (w jego przypadku był to Douglas DC-4).
C-54 Skymaster w 1942 rozpoczął służbę w United States Army Air Forces. Początkowo były to wersje transportowe mogące przewozić do 26 pasażerów, które później zmodyfikowano do 50 pasażerów. United States Navy również nabyła te samoloty, jednak w wersji R5D. Podczas II wojny światowej samoloty C-54 były jednymi z najczęściej używanych amerykańskich samolotów transportowych dalekiego zasięgu. Przewoziły między innymi Franklina Roosevelta, Douglasa MacArthura i Winstona Churchilla. Amerykańska delegacja lecąca na konferencję w Casablance również korzystała z C-54. Łącznie wyprodukowano 1170 egzemplarzy, z czego 515 w Santa Monica i 655 w Orchard Place/Douglas Field hrabstwie Cook.
Po wojnie C-54 nadał służył jako podstawowy amerykański wojskowy samolot transportowy. Pod koniec 1945 kilkaset egzemplarzy przekazano jako nadwyżkę wojskową dla celów cywilnych operacji lotniczych. Samoloty te zostały odsprzedane do linii lotniczych na całym świecie. Między innymi, w styczniu 1946 linie Pan American World Airways wprowadziły C-54 Skymaster na regularne połączenia transatlantyckie pomiędzy Stanami Zjednoczonymi i Europą. Rejsy transpacyficzne rozpoczął 6 czerwca 1946.
Prezydent Stanów Zjednoczonych Harry Truman na pokładzie prezydenckiego samolotu C-54 ("Sacred Cow") podpisał National Security Act of 1947 ustanawiający United States Air Force. Prezydencki samolot przekazano później do National Museum of the United States Air Force.
W czasie blokady Berlina większość zaopatrzenia dostarczonego mieszkańcom Berlina Zachodniego została przewieziona na pokładach ponad 300 samolotów C-54. Wzięły one także udział w wojnie koreańskiej. Po jej zakończeniu C-54 zostały zastąpione przez Douglasa C-124 Globemaster II, ale pozostawały jeszcze na służbie do 1972. Ostatni egzemplarz (C-54Q, BuNo 56501) służył w szkole Naval Air Station Patuxent River do 2 kwietnia 1974.

## Wersje

C-54 ląduje w Berlinie, 1948

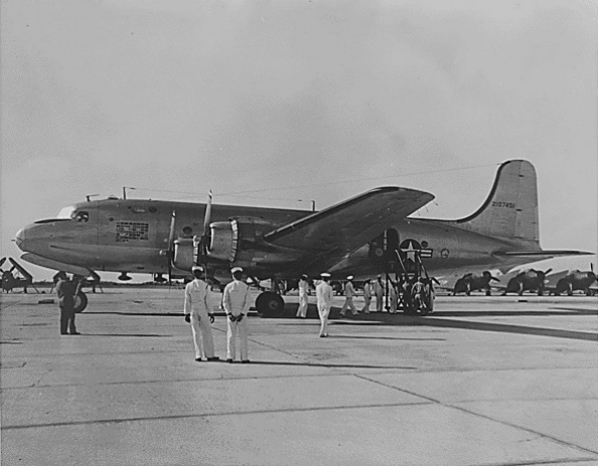
C-54 w roli Air Force One

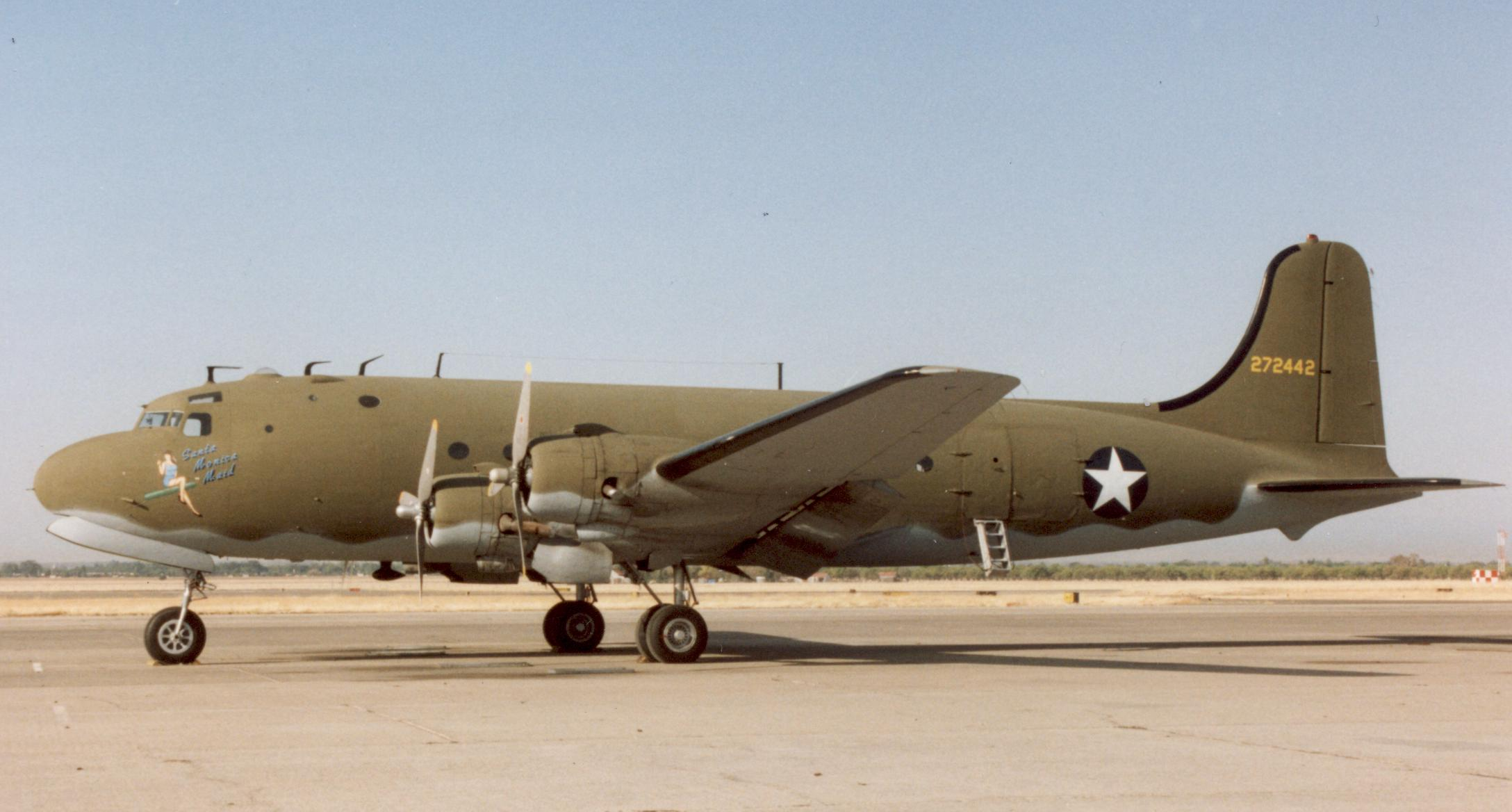
C-54D

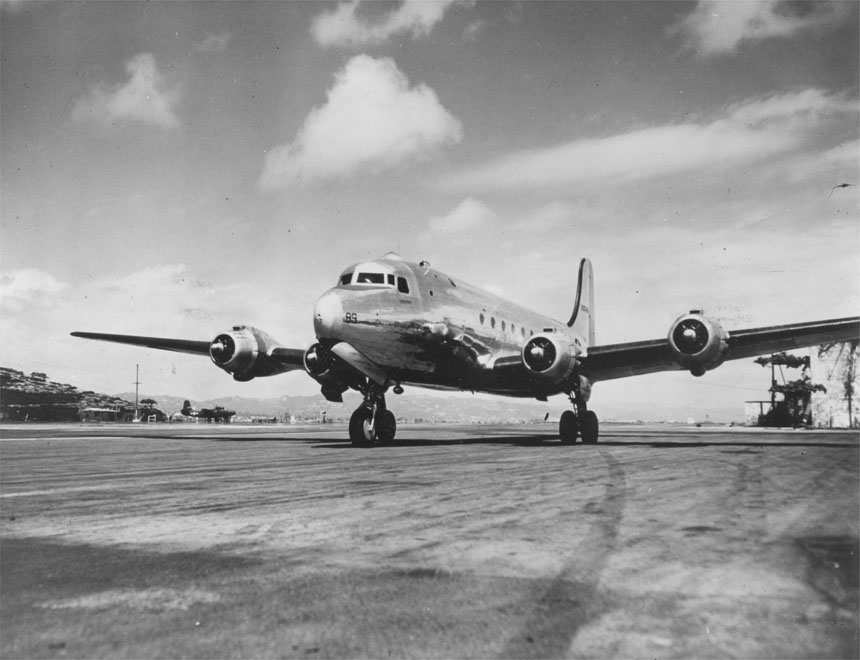
C-54E

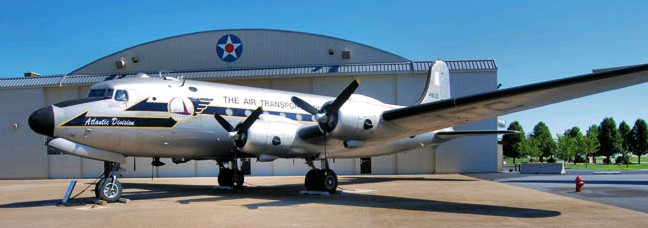
C-54M

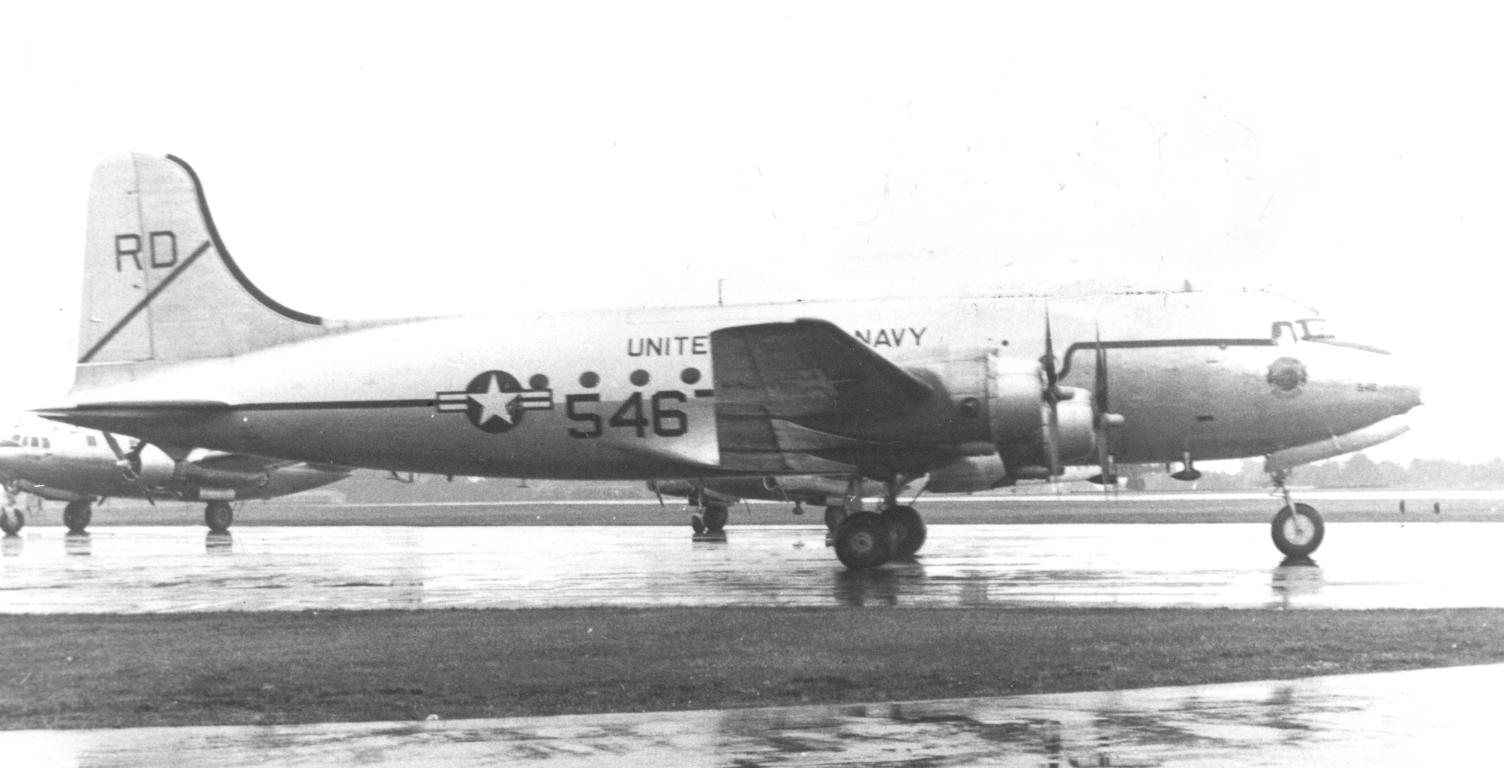
C-54 w wersji morskiej R5D-3

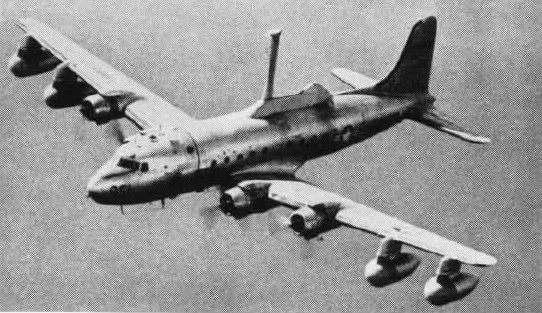
C-54 w wersji R5D-2-2

C-54
Pierwsze 24 egzemplarze wyprodukowano w tej wersji, która była modyfikacją samolotu pasażerskiego Douglas DC-4.

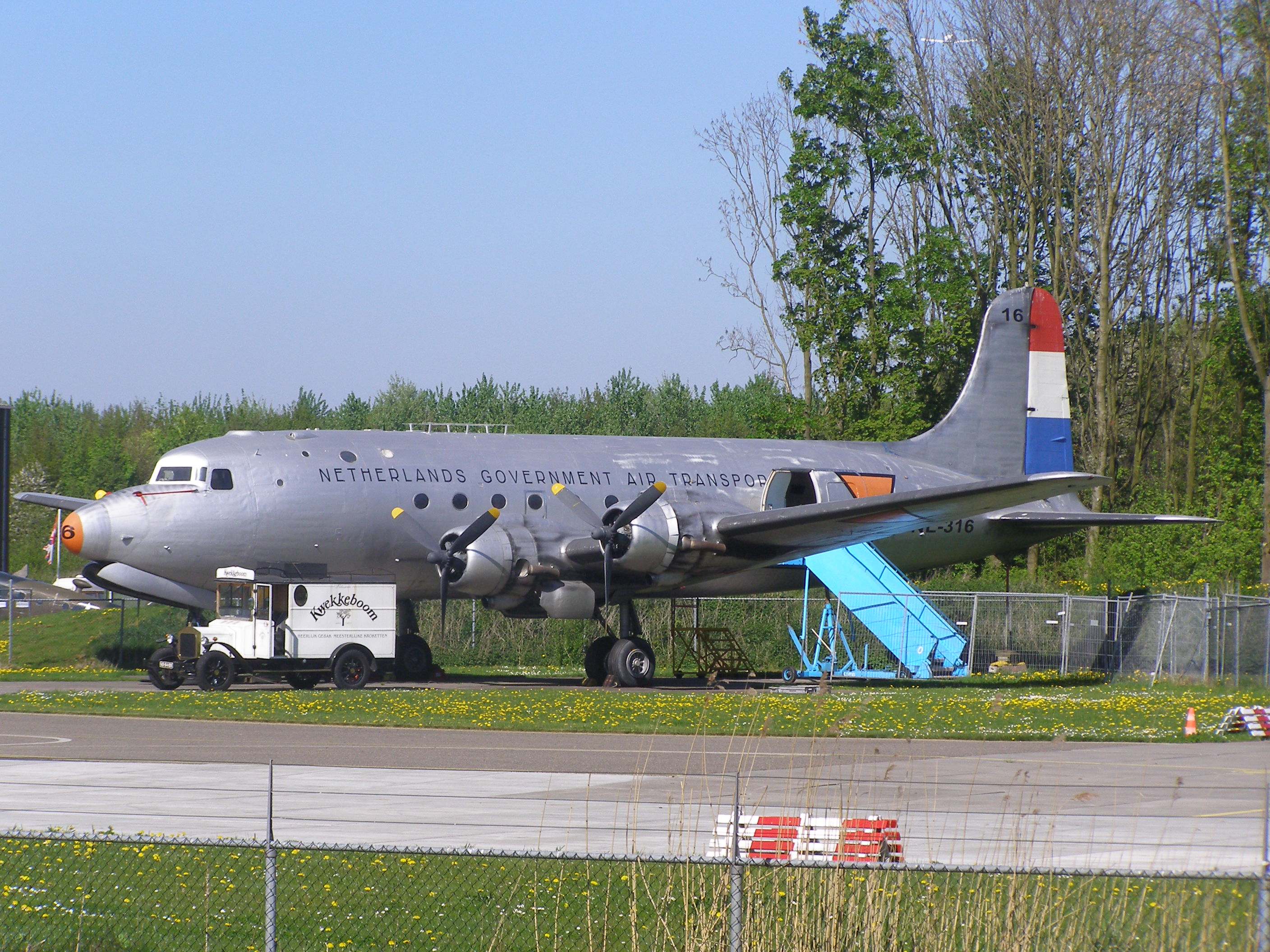
C-54A
Pierwsza wojskowa wersja ze wzmocnioną konstrukcją płatowca, większymi zbiornikami paliwa i powiększoną ładownością. Wyprodukowano 252 egzemplarze. Odpowiada wersji produkowanej dla US Navy: R5D-1.
MC-54A
Egzemplarze podstawowej wersji C-54 modyfikowane dla potrzeb ewakuacji medycznych.
C-54B
Wersja z większymi zbiornikami na paliwo w skrzydłach (jeden był używany przez Winstona Churchilla). Wyprodukowano 220 egzemplarzy.
VC-54C
Zmodyfikowany samolot w wersji C-54A, przystosowany do potrzeb przewożenia Prezydenta Stanów Zjednoczonych.
C-54D
Wersja C-54B produkowano z silnikami R-2000-11. Wyprodukowano 380 egzemplarzy.
AC-54D
Niewielka liczba egzemplarzy wyposażonych w specjalny sprzęt elektroniczny i środki łączności. Przemianowano je później na wersję WE-54D.
WE-54d
Zmieniona nazwa wersji AC-54D.
HC-54D Rescuemaster
Samoloty ratownicze przystosowane do prowadzenia akcji poszukiwawczych na morzu. Z czasem przemianowane ją na wersję SC-54D. Wyprodukowano 38 egzemplarzy.
JC-54D
Wersja przystosowana do śledzenia rakiet. Wyprodukowano 9 egzemplarzy.
SC-54D
Zmieniona nazwa wersji HC-54D Rescuemaster.
TC-54D
Wersja C-54D przeznaczona do celów szkoleniowych.
VC-54D
Wersja C-54D dostosowana do przewozu osób VIP.
WC-54D
Wersja C-54D przeznaczona do rozpoznania warunków pogodowych.
C-54E
Wersja ze zmodyfikowanymi zbiornikami paliwa, w której można montować dodatkowe rezerwowe zbiorniki bądź powiększać wielkość ładowni. Wyprodukowano 125 egzemplarzy.
AC-54E
Wersja C-54E ze zmodyfikowanym układem powietrznym. W 1962 przemianowano ją na wersję WE-54E.
WE-54E
Przemianowana w 1962 wersja AC-54E.
HC-54E
Wersja C-54E zmodyfikowana do potrzeb ratownictwa morskiego. W 1962 przemianowano ją na wersję SC-54E.
SC-54E
Przemianowana w 1962 wersja HC-54E.
VC-54E
Wersja C-54E zmodyfikowana do przewozu pasażerów.
XC-54F
Proponowana wersja eksperymentalna dla potrzeb spadochroniarzy. Nie zrealizowano projektu.
C-54G
Wersja C-54E z silnikami R2000.
HC-54G
Wersja C-54G zmodyfikowana do potrzeb ratownictwa morskiego. W 1962 przemianowana w wersję SC-54G.
JC-54G
Wersja testowa C-54G.
SC-54G
Przemianowana w 1962 wersja HC-54G.
VC-54G
Wersja C-54G zmodyfikowana do potrzeb przewożenia VIP-ów i pasażerów.
C-54GM
Wersja samolotu pasażerskiego DC-4 wyprodukowana z silnikami Merlin.
C-54H
Wersja do transportu spadochroniarzy. Nie zrealizowano projektu.
C-54J
Wersja do transportu sztabów. Nie zrealizowano projektu. Wersja dl US Navy: R5D-6.
XC-54K
Wersja o wydłużonym zasięgu, z silnikami Wright R-1820.
C-54L
Jeden samolot C-54A testowany w 1947 z eksperymentalnym układem paliwowym.
C-54M
Wersja C-54 zmodyfikowana do przewozu węgla podczas blokady Berlina.
MC-54M
Wersja C-54E przystosowana do ewakuacji medycznej.
VC-54N
Wersja przystosowana do transportu pasażerów dla potrzeb US Navy. W 1962 przemianowana na R5D-1, a następnie na R5D-1Z.
C-54P
30 samolotów w wersji C-54B przeniesionych do US Navy. W 1962 przemianowane na wersję R5D-2.
VC-54P
Zmodyfikowana wersja C-54P przystosowana do przewozu pasażerów. W 1962 przemianowana na wersję R5D-2Z.
C-54Q
95 samolotów w wersji C-54D przeniesionych do US Navy. W 1962 przemianowana na wersję R5D-3.
VC-54Q
Zmodyfikowana wersja C-54Q przystosowana do przewozu pasażerów. W 1962 przemianowana na wersję R5D-3Z.
C-54R
20 samolotów w wersji C-54E przeniesionych do US Navy. W 1962 przemianowana na wersję R5D-4R.
C-54S
Wersja ze zmodyfikowanym silnikiem zbliżonym do wersji C-54G. W 1962 przemianowana na wersję R5D-5.
VC-54S
Wersja C-54S przystosowana do przewozu pasażerów. W 1962 przemianowana na wersję R5D-5Z.
C-54T
Wersja przystosowana do przewozu pasażerów. W 1962 przemianowana na wersję R5D-5R.
EC-54U
20 samolotów w wersji C-54E przeniesionych do US Navy. W 1962 przemianowana na wersję R5D-4.
RC-54V
Wersja przystosowana do robienia zdjęć. W 1962 przemianowana na wersję R5D-3P.
R5D-1
56 samolotów w wersji C-54A przeniesionych do US Navy.
R5D-1C
Wersja R5D-1 ze zmodyfikowanym układem paliwowym, w oparciu o wersję C-54B.
R5D-1F
Zmodyfikowana wersja R5D-1 przystosowana do przewozu sztabu.
R5D-1Z
Tymczasowa nazwa wersji R5D-1F.
R5D-2
Zmieniona w 1962 nazwa wersji C-54P.
R5D-2F
Zmieniona w 1962 nazwa wersji VC-54P.
R5D-2Z
Tymczasowa nazwa wersji R5D-2F.
R5D-3
Zmieniona w 1962 nazwa wersji C-54Q.
R5D-3P
Zmieniona w 1962 nazwa wersji RC-54V.
R5D-3Z
Zmieniona w 1962 nazwa wersji VC-54Q.
R5D-4
Zmieniona w 1962 nazwa wersji WE-54U.
R5D-4R
Zmieniona w 1962 nazwa wersji C-54R.
R5D-5
Zmieniona w 1962 nazwa wersji C-54S.
R5D-5R
Zmieniona w 1962 nazwa wersji C-54T.
R5D-5Z
Zmieniona w 1962 nazwa wersji VC-54S.
R5D-6
Wersja pasażerska C-54J dla potrzeb US Navy. Projektu nie zrealizowano.
XC-112
Ciśnieniowy wariant C-54B z silnikami Pratt & Whitney R-2800. Projektu nie zrealizowano.
XC-112A
Jeden samolot rodziny DC-6/C-118. Później zmieniono na YC-112A.
XC-114
Jeden samolot w wersji C-54E z silnikami Allison V-1710.
XC-115
Wersja XC-114 z silnikami Packard V-1650. Projektu nie zrealizowano.
YC-116
Jeden samolot w wersji XC-114 do testów cieplnej instalacji odlodzeniowej w miejsce dotychczasowych nadmuchiwanych gumowych nakładek na krawędziach natarcia.
Skymaster I
22 samoloty w wersji C-54D służące w Royal Air Force.

## Użytkownicy samolotów C-54 na świecie

### Wojskowi
Arabia Saudyjska
Królewskie Saudyjskie Siły Powietrzne - jeden samolot C-54A.
 Argentyna
Argentine Naval Aviation
 Belgia
Belgijskie Siły Powietrzne - w latach 1950-1971 jeden samolot w wersji R5D1.
 Boliwia
Transporte Aéreo Militar - w 1973 zakupiły jedną maszynę w wersji VC-54D i jedną w wersji C-54G.
 Brazylia
Brazylijskie Siły Powietrzne - w latach 1960-1968 dwanaście samolotów w wersji C-54G (numery FAB 2400 do 2411) tworzyły 1 i 2 Grupę Transportową.
 Czad
 Dania
Królewskie Duńskie Siły Powietrzne - w latach 1959-1977 eksploatowały sześć samolotów w wersji C-54D.
 Etiopia
Etiopskie Siły Powietrzne - jeden samolot w wersji C-54D i jeden w wersji C-54G.
 Francja
Francuskie Siły Powietrzne - w 1945 otrzymała jeden samolot w wersji C-54E, który w 1960 przekazano marynarce. W latach 1961–1975 eksploatowano jeden samolot C-54A.
French Naval Aviation - w latach 1960-1982 jeden samolot C-54E. W latach 1962–1969 jeden samolot C-54B.
 Hiszpania
Hiszpańskie Siły Powietrzne - w 1959 przejęto cztery samoloty C-54D, które później uzupełniono trzynastoma kolejnymi w wersjach C-54, C-54A, C-54B, C-54E, C-54G i R5D-3.
 Holenderskie Indie Wschodnie
Royal Netherlands East Indies Army Air Force - cztery samoloty w wersji C-54A.
 Honduras
 Islandia
Icelandic Coast Guard
 Izrael
Siły Powietrzne Izraela
 Kambodża
 Kolumbia
 Korea Południowa
 Kuba
 Niger
Nigeryjski Siły Powietrzne - w latach 1968-1974 eksploatowały jeden samolot C-54B.
 Peru
Peruwiańskie Siły Powietrzne - dziewięć samolotów.
 Portugalia
Portugalskie Siły Powietrzne - od 1952 używały cztery samoloty C-54D, które w 1961 uzupełniły cztery C-54A. W 1965 pozyskano dziesięć byłych amerykańskich HC-54D na części zamienne.
 Stany Zjednoczone
United States Army Air Forces
United States Air Force
United States Navy
United States Marine Corps
United States Coast Guard
 Tajlandia
 Republika Chińska
Chinese Nationalist Air Force - dwa samoloty C-54D (zakupione w 1965 i 1966) oraz jeden C-54G (zakupiony w 1968).
 Turcja
Tureckie Siły Powietrzne - w latach 1966-1976 eksploatowały trzy samoloty C-54D.
 Wenezuela
Wenezuelskie Siły Powietrzne - w latach 1949-1955 eksploatowały jeden samolot C-54A.
 Wielka Brytania
Royal Air Force - dziesięć samolotów C-54D i jeden samolot C-54B (wykorzystywany przez Winstona Churchilla).
 Zimbabwe

### Cywilni
Australia
Trans Australia Airlines.
 Belgia
Sabena
Avions Fairey
Belgian International
 ChRL
China Airlines
 Hongkong
Cathay Pacific
 Islandia
Icelandair
Loftleiðir
 Izrael
El Al
 Kanada
Buffalo Airways - zarejestrowanych czternaście samolotów.
Canadian Pacific
Curtiss Reid Flying Services Canada
Kenting Aviation
Maritime Central Airways
Pacific Western
Transair
 Kolumbia
Avianca
 Nikaragua
LANICA Lineas Aereas de Nicaragua S.A.
 Paragwaj
Paraguayan Airways Service
Lloyd Aéreo Paraguayo S.A.
 Stany Zjednoczone
Aero Union
Capital Airlines
Eastern Air Lines
Pacific Southwest Airlines
Pan American World Airways
Transocean Airlines
Trans World Airlines
 Wielka Brytania
Invicta
Starways